# Pia-Maria Päiviö
Pia-Maria Päiviö (Järvenpää, 27 novembre 1968) è un'ex cestista finlandese.

## Carriera
Con la Finlandia ha disputato i Campionati europei del 1987.